# خوسيه ماريا بيمنتل
خوسيه ماريا بيمنتل (بالبرتغالية: José Maria Pimentel‏) هو كاتب أنغولي، ولد في 23 يونيو 1956 في لواندا في أنغولا.